# Super Mario Galaxy 2
Super Mario Galaxy 2 (スーパーマリオギャラクシー2?, Sūpā Mario Gyarakushī Tsū) è un videogioco a piattaforme della serie Super Mario sviluppato da Nintendo EAD Tokyo e pubblicato da Nintendo per Wii. Pubblicato nel corso del 2010, fu annunciato all'E3 del 2009. Si tratta del quarto gioco in grafica tridimensionale della serie Super Mario dopo Super Mario 64, Super Mario Sunshine e Super Mario Galaxy.

## Trama
Si sta tenendo il festival delle stelle cadenti, che avviene ogni 100 anni. Durante il viaggio verso il castello di Peach, Mario trova uno Sfavillotto svenuto e smarrito tra i cespugli, il quale decide di viaggiare con Mario sotto il suo cappello (donandogli così il potere magico della "Piroetta"). Quando Mario arriva al castello, si imbatte in Bowser, diventato gigantesco grazie al potere delle Megastelle, che, dopo aver rapito la principessa Peach, si dirige al centro dell'universo, dove vuole fondare un impero galattico. Mario lo insegue e ottiene la sua prima Superstella. Subito dopo, Mario atterra su un'astronave, dove incontra Sfavillotto Lume, capo degli Sfavillotti, il quale gli riferisce che Bowser ha rubato tutte le Superstelle e le Megastelle. Lo Sfavillotto Lume usa la prima Superstella recuperata da Mario nella prima galassia e, grazie ad essa, lui e tutti gli altri Sfavilotti creano un'astronave somigliante a Mario, che viene proprio chiamata Astronave Mario. Quell'astronave era stata distrutta a causa di Bowser e di tutte le sue meteoriti. Da lì, Mario potrà viaggiare nelle galassie e recuperare le Superstelle e le Megastelle che serviranno come carburante per poter raggiungere il centro dell'universo, dove si nasconde Bowser. Dopo aver affrontato mille pericolose Galassie e aver recuperato l'energia necessaria, Mario riesce a raggiungere il centro dell'universo, dove lo aspetta Bowser, pronto a sfidarlo.
Al termine di uno scontro galattico, tenutosi prima nella sala del trono del Re dei Koopa in un'altra dimensione, e poi in un flusso gravitazionale, Mario riesce a sconfiggere Bowser, che come mostrato nei titoli di coda viene rimpicciolito, e a salvare Peach. Insieme tornano all'astronave Mario e vengono raggiunti dall'Osservatorio Cometa, l'astronave del primo Super Mario Galaxy, dove Rosalinda ritrova il suo piccolo Sfavillotto smarrito e insieme ritornano a casa. Prima però, lo Sfavillotto ruba il cappello di Mario e lo porta via come ricordo. Infine Mario riporta Peach sulla Terra. A questo punto, viene sbloccato il Mondo Segreto, o Mondo S; qui ci saranno altre Superstelle da conquistare. Dopo aver conquistato tutte le 120 Superstelle e aver sconfitto nuovamente Bowser vi sarà una pioggia di Comete Burlone Verdi che faranno apparire su ogni galassia delle Superstelle Verdi, ovvero Superstelle nascoste in ogni livello che brillano facendo il suono di alcune campanelline quando Mario vi si avvicina.
Infine, come ultimo premio, nella bacheca Wii comparirà un'immagine che raffigura tutte le Superstelle, Megastelle e Stelle Verdi, che in tutto sono 242. Inoltre prese tutte le 242 Superstelle Rosalinda apparirà sull'astronave Mario vicino allo Sfavillotto Lume nella parte opposta in cui è posizionato il Toad Postino.

## Modalità di gioco

Nave Spaziale di Mario

Le meccaniche di gioco sono simili a quelle del primo episodio, in cui la classica formula dei platform è stata arricchita dall'introduzione di una fisica che è influenzata dalla forza di gravità; sono infatti presenti, accanto ai classici livelli a scorrimento su piattaforma, livelli a gravità variabile, che talvolta può cambiare istantaneamente, e con pianeti sferici; se inoltre la maggior parte dei livelli è in 3D, alcuni livelli o parti di livello recuperano il tradizionale 2D degli albori della serie Mario.
Il gameplay è stato ulteriormente ampliato grazie all'introduzione di diversi power-up quali Mario Nuvola e Mario Roccia, nonché di una trivella che consentirà a Mario di attraversare anche interi pianeti.
Il sistema di navigazione nei livelli è quello classico presente nei primi capitoli Mario: ad esso tuttavia si accede mediante un hub world simile a quelli visti nei precedenti giochi 3D nella serie, in questo caso l'Astronave Mario.

## Accoglienza
| Rivista o Sito             | Punteggio |
| -------------------------- | --------- |
| IGN                        | 10/10     |
| Famitsū                    | 37/40     |
| GameSpot                   | 10/10     |
| Gamesurf                   | 9.5/10    |
| Official Nintendo Magazine | 97%       |
| GamePro                    | 4.5/5     |
| 1UP                        | A         |
| Eurogamer                  | 10/10     |
| CoPlaNet                   | 9.9/10    |
| GameSpy                    | 4.5/5     |
| X-Play                     | 5/5       |
| Edge                       | 10/10     |
| NRU                        | 10/10     |
| Multiplayer.it             | 9,8/10    |
| Punteggio totale           |           |
| Metacritic                 | 97%       |
| GameRankings               | 97.12%    |

Super Mario Galaxy 2, sulla scia del suo predecessore, è stato un successo di critica. GameRankings ha stimato un voto medio del 97,12%, terzo gioco migliore del sito dopo Super Mario Galaxy e The Legend of Zelda: Ocarina of Time, mentre Metacritic riferisce un 97 su 100, inserendolo anche al primo posto nella sua classifica dei migliori giochi del decennio 2010-2019, seguito da The Legend of Zelda: Breath of the Wild. Anche la rivista Nintendo la Rivista Ufficiale (NRU) ha lodato molto il gioco conferendogli un voto di 10/10 definendolo "l'equivalente elettronico di un parco giochi galattico".
Il gioco ha in generale ricevuto numerosi voti perfetti, tra i quali sono da citare voci autorevoli quali IGN, Edge e GameSpot, ed è stato generalmente acclamato proprio per la somiglianza con il predecessore: molte reviews asseriscono che una formula come quella del predecessore non doveva essere cambiata.
Una nota di merito l'ha avuta la colonna sonora: se infatti già quella del capitolo predecessore aveva ricevuto unanimi complimenti, questa è stata considerata anche migliore. IGN ha specificato che “vi sono molte più sonorità da big band”.
Il titolo ha ottenuto il riconoscimento di Game of the Year 2010 dalla rivista EDGE.